# Good Girl (Carrie Underwood)
Good Girl è un brano musicale dell'artista country statunitense Carrie Underwood, pubblicato nel 2012.

## Il brano
Il brano è stato scritto da Chris DeStefano, Ashley Gorley e Carrie Underwood e prodotto da Mark Bright.
Si tratta del primo singolo estratto dal quarto album della cantante, ossia Blown Away.

## Il video
Il video musicale della canzone è stato diretto da Theresa Wingert e Jacquelyn London.

## Tracce
1. Good Girl